# Chilocarpus rostratus
Chilocarpus rostratus är en oleanderväxtart som beskrevs av Markgr.. Chilocarpus rostratus ingår i släktet Chilocarpus och familjen oleanderväxter. Inga underarter finns listade i Catalogue of Life.